# Nick Colgan
Nicholas Vincent Nick Colgan (ur. 19 września 1973) – irlandzki piłkarz występujący na pozycji bramkarza w Huddersfield Town, gdzie jest także trenerem bramkarzy w akademii.
Colgan krótko grał w klubie z rodzinnego miasta – Drogheda United od 1991 do 1992 roku. Potem przeszedł do Chelsea, której zawodnikiem był w latach 1992–1998. Przez cały ten czas był wypożyczany do innych klubów: Crewe Alexandra, Grimsby Town, Millwall, Brentford i Reading. Z Chelsea przeszedł do Bournemouth, gdzie nie zagrał ani razu w rozgrywkach ligowych. W 1999 roku przeszedł do Hibernian, gdzie do 2004 roku rozegrał 121 meczów ligowych. Wcześniej w sezonie 2003/04 był wypożyczony do Stockport County. Po opuszczeniu Hibernianu podpisał kontrakt z Barnsley. W 2005 roku Colgan został wypożyczony do Dundee United. Całokształt kariery w Barnsley zakończył z dorobkiem 101 meczów ligowych. W 2008 roku przeszedł do Ipswich Town, lecz nie zagrał żadnego meczu, przegrywając rywalizację ze Stephenem Bywaterem. Od sezonu 2008/09 reprezentował barwy Sunderlandu, lecz i tam nie udało się uzyskać miejsca w podstawowym składzie. Po długiej przerwie w grze na boisku Colgan w końcu rozegrał 35 meczów ligowych w Grimsby Town. W roku 2010 został wypożyczony do Huddersfield Town.